# Teresa Pires e Helena Paixão
Teresa Pires e Helena Paixão são o primeiro casal de duas pessoas do mesmo sexo a casar civilmente em Portugal.
Teresa Pires e Helena Paixão dirigiram-se à 7ª Conservatória do Registo Civil de Lisboa no dia 1 de Fevereiro de 2006 mas viram o seu pedido de casamento recusado com base na lei portuguesa que definia o casamento como "entre um homem e uma mulher".
O seu caso foi recusado na primeira instância no Tribunal Cível de Lisboa e, depois, pelo Tribunal da Relação e, finalmente, no Supremo Tribunal de Justiça.
Apresentaram recurso ao Tribunal Constitucional em 19 de Outubro de 2007 baseadas no facto de a Constituição proibir a discriminação com base na orientação sexual.
Tendo em conta a possibilidade de ter o seu pedido recusado, Teresa e Helena manifestaram a sua intenção de levar a situação ao Tribunal Europeu
O Tribunal Constitucional não considerou que a Constituição Portuguesa obrigasse ao reconhecimento do seu direito a casar, mas é claro no acórdão a indicar que o legislador tem liberdade para alterar a lei nesse sentido.
A situação do casamento entre pessoas do mesmo sexo foi tema de campanha nas eleições legislativas de 2009 tendo sido defendido quer pelo Partido Socialista quer pelo Bloco de Esquerda e pelos Verdes dividindo a esquerda e direita.
O casamento entre pessoas do mesmo sexo foi aprovado pela Assembleia da República e entrou em vigor no dia 5 de Junho de 2010.
Casaram-se na Conservatória do Registo Civil de Lisboa pelas 9:30 da manhã no dia 7 de Junho de 2010.